# Altwies
Altwies är en ort i Luxemburg.   Den ligger i distriktet Grevenmacher, i den södra delen av landet, 14 kilometer sydost om huvudstaden Luxemburg. Altwies ligger 213 meter över havet och antalet invånare är 617.
Terrängen runt Altwies är lite kuperad.  Runt Altwies är det ganska tätbefolkat, med 214 invånare per kvadratkilometer.. Närmaste större samhälle är Luxemburg, 14,5 kilometer nordväst om Altwies. 
Trakten runt Altwies består till största delen av jordbruksmark.